# Vlag van Sliedrecht

Vlag van de gemeente Sliedrecht

de facto vlag van de gemeente Sliedrecht

De vlag van Sliedrecht werd op 11 augustus 1958 door de gemeenteraad van de Zuid-Hollandse gemeente Sliedrecht aangenomen als gemeentelijke vlag. De vlag kan als volgt beschreven:
Geel, met een zwart Bourgondisch kruis in het midden.
De vlag is afgeleid van het wapen van Sliedrecht.

## Tweede uitvoering
Sierksma maakt in 1969 melding van een vlag waarop het kruis over de volledige hoogte van de vlag staat, aan de hijszijde. Deze versie wordt veel gebruikt maar komt niet overeen met de vlag zoals deze indertijd is vastgesteld.

## Verwant symbool

Wapen van Sliedrecht

Alblasserdam
· Albrandswaard
· Alphen aan den Rijn
· Barendrecht
· Bodegraven-Reeuwijk
· Capelle aan den IJssel
· Delft
· Den Haag
· Dordrecht
· Goeree-Overflakkee
· Gorinchem
· Gouda
· Hardinxveld-Giessendam
· Hendrik-Ido-Ambacht
· Hillegom
· Hoeksche Waard
· Kaag en Braassem
· Katwijk
· Krimpen aan den IJssel
· Krimpenerwaard
· Lansingerland
· Leiden
· Leiderdorp
· Leidschendam-Voorburg
· Lisse
· Maassluis
· Midden-Delfland
· Molenlanden
· Nieuwkoop
· Nissewaard
· Noordwijk
· Oegstgeest
· Papendrecht
· Pijnacker-Nootdorp
· Ridderkerk
· Rijswijk
· Rotterdam
· Schiedam
· Sliedrecht
· Teylingen
· Vlaardingen
· Voorne aan Zee
· Voorschoten
· Waddinxveen
· Wassenaar
· Westland
· Zoetermeer
· Zoeterwoude
· Zuidplas
· Zwijndrecht